# Evladia Slavtcheva
Evladia Slavtcheva (bulgare : Евладия Славчева-Стефанова), née le 25 février 1962 à Pernik est une joueuse bulgare de basket-ball, médaillée d'argent aux Jeux olympiques d'été de 1980. 

## Biographie
Elle participe aux Jeux olympiques d'été de 1980 (18,7 points par match) et de 1988 (19,6 points par match).
Elle est également médaillée d'argent à l'Euro 1983 et de bronze à l'Euro 1989.

## Palmarès
- Médaillée d'argent olympique 1980
- Médaillée d'argent au championnat d'Europe 1983
- Médaillée de bronze championnat d'Europe 1989